# António Zambujo
António José Rodeia Zambujo (* 19. September 1975 in Beja) ist ein portugiesischer Sänger, Komponist und Gitarrist und u. a. ein Fado-Interpret.

## Biografie
Zambujo wuchs mit dem „Cante Alentejano“ auf. Diese Tradition des polyphonen Wechselgesangs, die tief in der Volkskultur des Alentejo verwurzelt ist und ihn stark beeinflusste, wurde 2014 von der UNESCO zum Immateriellen Erbe der Menschheit erklärt. Im Alter von acht Jahren begann er am Baixo Alentejo Regional Musik-Konservatorium Klarinette zu studieren. Daneben arbeitete er gemeinsam mit der Familie und Freunden an seinen gesanglichen Fähigkeiten, wobei er seine Vorliebe für den Fado entdeckte. Seine Referenzen sind u. a. Amália Rodrigues, Maria Teresa de Noronha, Alfredo Marceneiro und João Ferreira Rosa. Mit 16 Jahren gewann er einen lokalen Fado-Wettbewerb. Nach Abschluss seines Klarinettenstudium zog Zambujo nach Lissabon.
Mário Pacheco, ein bekannter portugiesischer Gitarrist und Komponist, nahm ihn in seinem Ensemble auf. Zambujo trat im renommierten „Clube de Fado“ im Stadtteil Alfama in Lissabon auf. Im Musical „Amália“ von Filipe La Féria spielte er die Rolle von Francisco Cruz (Amálias erstem Ehemann) und wurde damit zum Publikumsliebling. Die Show wurde vier Jahre lang in Lissabon präsentiert und tourte anschließend durch ganz Portugal.
2002 veröffentlichte Zambujo sein Debütalbum 'O mesmo Fado', das musikalisch stark von den Traditionen seiner Heimatregion Alentejo beeinflusst war. Einige der Fados auf dem Album waren Eigenkompositionen. Einige Texte wurden von bekannten Dichtern aus der Welt des Fado wie José Luís Gordo und Mário Rainho verfasst. Noch im selben Jahr verhalf der Song „O mesmo Fado“ Zambujo zu großer Bekanntheit. Er wurde von Radio Nova FM mit dem Preis der „besten neuen Fado Stimme Portugals“ ausgezeichnet, den bereits Sängerinnen wie Mariza, Camané oder Mafalda Arnauth erhalten hatten.
2004 begann Zambujo seine internationale Karriere mit Konzerten in Toronto, Paris, Santander, Sarajevo und Zagreb. Er veröffentlichte sein zweites Album 'Por meu cante', das ebenfalls seine alentejanischen Wurzeln offenbarte. So sang Zambujo dort u. a. Lieder aus seiner Heimat und verknüpfte sie mit dem Fado. Bei dieser Aufnahme begleiteten ihn Musiker wie Paulo Parreira (portugiesische Gitarre) und Ricardo Cruz (Kontrabass).
2006 erhielt er den Amália Rodrigues Preis (vergeben durch die Amália Rodrigues Foundation) in der Kategorie „Bester männlicher Fado-Sänger“. 

## Diskografie

### Alben
- 2002: O mesmo Fado
- 2004: Por meu Cante
- 2007: Outro Sentido
- 2010: Guia
- 2012: Quinto
- 2013: Lisboa 22:38 - ao vivo no Coliseu (Live-Mitschnitt aus dem Coliseu dos Recreios, Teilauflage mit DVD)
- 2014: Rua da Emenda
- 2016: Até pensei que fosse minha
- 2017: António Zambujo
- 2018: 28 noites ao vivo nos coliseus (mit Miguel Araújo)
- 2018: Do avesso
- 2021: Voz e violão

### Singles (Auswahl)
- 2014: Pica Do 7 (PT: Gold)[3]
- 2016: Até pensei que fosse minha